# Championnat de Pologne de rugby à XV 2019
Navigation
Championnat 2018 Championnat 2019-2020
Le Championnat de Pologne de rugby à XV 2019 appelé Ekstraliga, oppose les dix meilleures équipes polonaises de rugby à XV. Il débute le 16 mars 2019 pour s'achever par une finale disputée en 29 juin 2019.				

## Les clubs de l'édition 2019
Les dix équipes participant à l'Ekstraliga sont les suivantes :				
| Cracovie Gdańsk Gdynia Łódź Varsovie Siedlce Sopot Sochaczew Lublin |

| Équipe            | Stade                  | Ville     |
| ----------------- | ---------------------- | --------- |
| Juvenia Cracovie  |                        | Cracovie  |
| RC Lechia Gdańsk  |                        | Gdańsk    |
| RC Arka Gdynia    | Narodowy Stadion Rugby | Gdynia    |
| KS Budowlani Łódź |                        | Łódź      |
| Budowlani SA Łódź |                        | Łódź      |
| Skra Warszawa     |                        | Varsovie  |
| Pogoń Siedlce     |                        | Siedlce   |
| Ogniwo Sopot      |                        | Sopot     |
| Orkan Sochaczew   |                        | Sochaczew |
| Budowlani Lublin  |                        | Lublin    |

## Résumé des résultats

### Classement de la phase régulière
| Rang | Club                  | J | V | N | D | Pm  | Pe  | Diff | Pts |
| ---- | --------------------- | - | - | - | - | --- | --- | ---- | --- |
| 1    | Ogniwo Sopot          | 9 | 9 | 0 | 0 | 377 | 105 | +272 | 42  |
| 2    | Budowlani SA Łódź (T) | 9 | 8 | 0 | 1 | 407 | 115 | +292 | 39  |
| 3    | Pogoń Siedlce         | 9 | 5 | 1 | 3 | 273 | 142 | +131 | 29  |
| 4    | Skra Warszawa         | 9 | 5 | 0 | 4 | 256 | 227 | +29  | 28  |
| 5    | Budowlani Lublin      | 9 | 5 | 1 | 3 | 236 | 185 | +51  | 25  |
| 6    | Orkan Sochaczew       | 9 | 5 | 0 | 4 | 267 | 183 | +84  | 25  |
| 7    | Juvenia Kraków        | 9 | 2 | 1 | 6 | 138 | 389 | -251 | 12  |
| 8    | KS Budowlani Łódź     | 9 | 2 | 0 | 7 | 111 | 267 | -156 | 12  |
| 9    | Lechia Gdańsk         | 9 | 2 | 1 | 6 | 168 | 255 | -87  | 11  |
| 10   | Arka Gdynia           | 9 | 0 | 0 | 9 | 103 | 468 | -365 | 1   |

|  | Qualifiés pour la finale (no 1, no 2).                   |
|  | Qualifiés pour le match pour la 3ème place (no 3, no 4). |
|  | Barrage de relégation (no 10).                           |
|  | T : tenant du titre 2018                                 |

Attribution des points' : ?				
Règle de classement : ?				

## Résultats détaillés

### Phase régulière
L'équipe qui reçoit est indiquée dans la colonne de gauche.				
| Clubs             | GDA   | GDY   | KRA   | KSL   | LUB   | SAL   | SIE   | SOC   | SOP   | WAR   |
| ----------------- | ----- | ----- | ----- | ----- | ----- | ----- | ----- | ----- | ----- | ----- |
| RC Lechia Gdańsk  |       | 48-8  | -     | 0-25  | -     | -     | -     | 15-40 | 15-29 | 32-26 |
| Arka Gdynia       | -     |       | -     | -     | -     | 7-55  | 17-47 | 3-61  | -     | 13-27 |
| Juvenia Cracovie  | 22-22 | 30-24 |       | -     | 18-25 | -     | -     | -     | 15-71 | -     |
| KS Budowlani Łódź | -     | 40-21 | 10-13 |       | 6-24  | -     | -     | -     | -     | 14-17 |
| Budowlani Lublin  | 33-13 | 73-7  | -     | -     |       | -     | -     | -     | 5-21  | 27-31 |
| Budowlani SA Łódź | 41-12 | -     | 84-10 | 58-0  | 49-7  |       | -     | -     | 14-24 | -     |
| Pogoń Siedlce     | 31-11 | -     | 41-0  | 50-3  | 20-20 | 18-21 |       | -     | -     | -     |
| Orkan Sochaczew   | -     | -     | 48-13 | 38-10 | 20-22 | 10-40 | 19-39 |       | -     | -     |
| Ogniwo Sopot      | -     | 87-3  | -     | 46-3  | -     | -     | 27-10 | 27-14 |       | 45-26 |
| Skra Warszawa     | -     | -     | 64-17 | -     | -     | 27-45 | 24-17 | 14-17 | -     |       |

|  | Victoire à domicile |  | Match nul |  | Défaite à domicile |

## Finales

### Première place[1]
| 15 juin 2019 16h30 | Ogniwo Sopot | 27-24 (10-10) | Budowlani SA Łódź | Stadion im. Edwarda Hodury, Sopot Arbitre : Dariusz Reks |
| 15 juin 2019 16h30 | Essai(s) : 3 Wojciech Piotrowicz, Dwayne Burrows, Grzegorz Szczepański Transformation(s) : 3 Wojciech Piotrowicz Pénalité(s) : 1 Wojciech Piotrowicz Drop(s) : 1 Wojciech Piotrowicz Carton(s) jaune(s) : 1 Mateusz Plichta |               | Essai(s) : 3 Vitalii Kramarenko x2, Paul Walters Transformation(s) : 3 Paul Walters x2, Patryk Reksulak Pénalité(s) : 1 Patryk Reksulak | Stadion im. Edwarda Hodury, Sopot Arbitre : Dariusz Reks |
| 15 juin 2019 16h30 | |               | | Stadion im. Edwarda Hodury, Sopot Arbitre : Dariusz Reks |

| Titulaires · Dwayne Burrows 15 · Mateusz Mrowca 14 · Marek Przychocki 13 · Grzegorz Szczepański 12 · Oleksandr Czasowski 11 · Wojciech Piotrowicz 10 · Mateusz Plichta 9 · Robert Zeszutek 8 · Stanisław Powała-Niedźwiecki 7 · 78e Władysław Grabowski 6 · Adam Piotrowski 5 · 59e Robert Graban 4 · 51e Radosław Bysewski 3 · 51e Wojciech Karol 2 · 51e Marcin Wilczuk 1 · Remplaçants · 51e Dmytro Mokrecow · 51e Jakub Burek · 51e Craig Bachurzewski · 59e Łukasz Anuszkiewicz · 78e Łukasz Szablewski · Entraîneur' · Karol Czyż |  | Titulaires · 15 Krystian Pogorzelski · 14 Damian Wlaźlak · 13 Bartosz Kubalewski · 44e 12 Robert Bosiacki · 11 Mateusz Matyjak · 10 Patryk Reksulak · 9 Dawid Plichta · 71e 8 Wilhelmus Staphorts · 7 Michał Mirosz · 6 Hugon Noszczyk · 64e 5 Szymon Witkowski · 4 Piotr Karpiński · 3 Toma Mchedlidze · 64e 2 Michał Kafarski · 1 Vitalii Kramarenko · Remplaçants · 64e Paweł Urbaniak · 51e Maciej Orłowski · 71e Przemysław Serafin · 44e Paul Walters · Entraîneur' · Przemysław Szyburski |

### Troisième place[3]
| 15 juin 2019 | Pogoń Siedlce | 51-7 (22-0) | Skra Warszawa | Arbitre : Dominik Jastrzębski |
| 15 juin 2019 | Essai(s) : 7 Przemysław Rajewski, Anton Shashero, Daniel Gdula, Norbert Kargol, Andrei Cebotari, Eduard Vertyletskyi, Mateusz Adamski Transformation(s) : 5 Przemysław Rajewski x3, Daniel Gdula, Adrian Chróściel Pénalité(s) : 1 Przemysław Rajewski Drop(s) : 1 Anton Shashero |             | Essai(s) : 1 Jan Cal Transformation(s) : 1 Martin Mangongo Carton(s) jaune(s) : 2 Cyprian Majcher, Kacper Banasiak | Arbitre : Dominik Jastrzębski |
| 15 juin 2019 | |             | | Arbitre : Dominik Jastrzębski |

### Barrage[4]
| 29 juin 2019 | Arka Gdynia | 49-10 (23-3) | Arka Rumia |  |
| 29 juin 2019 | Essai(s) : 7 Szymon Sirocki, Łukasz Kasperek x2, Rafał Ziętkowski, Radosław Rakowski, Yevhienii Hluskov, Jarosław Paszkowski Transformation(s) : 4 Szymon Sirocki Pénalité(s) : 2 Szymon Sirocki Carton(s) jaune(s) : 2 Radosław Rakowski, Tomasz Witt |              | Essai(s) : 1 Jakub Smoliński Transformation(s) : 1 Jakub Smoliński Pénalité(s) : 1 Jakub Smoliński Carton(s) jaune(s) : 1 Konrad Chromiński |  |
| 29 juin 2019 | |              | |  |